# Trường Cao đẳng Kinh tế Thành phố Hồ Chí Minh
Trường Cao đẳng Kinh tế Thành phố Hồ Chí Minh là một trung tâm đào tạo nguồn nhân lực từ bậc cao đẳng trở xuống, nhằm đáp ứng nhu cầu phát triển kinh tế của xã hội.

## Đào tạo cao đẳng
Đa dạng Ngành Đào Tạo Tại HCE, gồm các ngành:
1. Công nghệ công tin (CNTT)
2. CNTT (Ứng dụng phần mềm)
3. Đồ hoạc đa phương tiện
4. Tiếng Anh
5. Tiếng Hàn Quốc
6. Quản trị kinh doanh
7. Kinh doanh thương mại
8. Kinh doanh xuất nhập khẩu
9. Logistics
10. Marketing
11. Kế toán
12. Kiểm toán
13. Công tác xã hội
14. Hướng dẫn du lịch
15. Quản lý công nghiệp
16. Quản trị khách sạn
17. Tài chính doanh nghiệp
18. Tài chính - Ngân hàng

## Giảng viên
Đội ngũ giảng viên có trình độ chuyên môn cao, nghiệp vụ vững vàng, tận tâm, có phương pháp giảng dạy tiên tiến, hiệu quả. Các thầy cô thường xuyên đi học tập, giao lưu với các đơn vị giáo dục quốc tế, cập nhật nhiều kiến thức, thông tin mới, phục vụ tốt công tác giảng dạy, nghiên cứu và hướng dẫn học sinh, sinh viên nghiên cứu khoa học.

## Hợp tác quốc tế
- Giao lưu và trao đổi học thuật với trường Singapore Polytechnic, Đại học Hong Kong
- Liên kết đào tạo với Đại học Stamford (Thái Lan), Đại học Nam California (Hoa Kỳ)
- Học tập, nghiên cứu tại Đại học Yeung Nam (Hàn Quốc), Đại học Chương Hóa (Đài Loan)
- Tiếp nhận tình nguyện viên tổ chức Hỗ trợ đại học thế giới Canada (WUSC)

## Hoạt động ngoại khóa
- Các cuộc thi: Khúc hát tri ân, Hội thi chinh phục nhà tuyển dụng, Hội thi Chân dung nhà quản trị thế kỷ 21…
- Các sự kiện: Ngày hội việc làm, Ngày hội Speaking English, Hội trại truyền thống…
- Các chương trình thiện nguyện: Mùa hè xanh, Xuân tình nguyện, Hiến máu nhân đạo…
- Câu lạc bộ: CLB Anh văn, CLB Giao lưu quốc tế, CLB Văn nghệ, CLB Võ thuật…

## Thành tích
- Giải thưởng “Xuất sắc toàn đoàn” của Hội thi giáo viên dạy giỏi Trung cấp chuyên nghiệp Thành phố Hồ Chí Minh năm 2016
- Cờ thi đua Thành phố và danh hiệu Tập thể Lao động xuất sắc năm học 2015 - 2016